# María Rojas Tejada
María Rojas Tejada más tarde María Rojas Tejada de Tronchi (Concepción, Antioquia, 1877-Cali, 1967) fue una profesora colombiana, sufragista y defensora de la educación de la mujer. Considerada una de las primeras mujeres en Colombia en manifestar públicamente la necesidad del derecho de la mujer por una mejor educación y su participación política a través del voto. La historia de la educación y la pedagogía en Colombia habla de ella como la persona que llevó a Colombia el método Montessori.

## Biografía
Hija de Jesús Rojas y Justa Tejada, realizó sus estudios de primaria en Concepción y secundaria hasta recibir a los 16 años el título de Maestra Elemental que lo que complementaría estudiando en la Escuela Normal de Institutoras de Medellín en 1899 graduándose como profesora con diploma de Maestra Superior y siendo nombrada subdirectora de la misma aproximadamente hacia 1900, gracias a sus capacidades como maestra. Continuó sus estudios en Estados Unidos en el George Peabody College for Teachers, en Nashville, donde se graduó como profesora especializada en Psicología Infantil además de trabajar como profesora de español en la Escuela Normal de Kansas City. 
Cuando regresó a Colombia apostó por cambiar los paradigmas educativos ayudando a introducir ideas extranjeras inscritas en la corriente llamada Escuela nueva o Escuela activa, que chocaban con las ideas tradicionales en el país. Rojas Tejada es mencionada frecuentemente como parte de un grupo importante de pedagogos, en ese departamento, entre los que se encuentran Pedro Pablo Betancur y Miguel Roberto Téllez Fandiño. Esta corriente pedagógica era producto de la Modernidad, nutrida de las ideas de la Ilustración y enmarcada en los cambios económicos debidos a la revolución francesa y demás revoluciones independentistas en el ámbito mundial. Colombia en estos momentos estaba guiada principalmente por los preceptos religiosos, y por lo tanto, las ideas nuevas y las viejas entraban en contradicción.
Su papel como pedagoga estuvo unido a su lucha por el derecho de las mujeres a educarse, teniendo en cuenta que la introducción de la mujer al mundo laboral le planteaban nuevos retos y le abrían nuevas perspectivas educativas. Aunque el lugar de la mujer en la sociedad seguía basándose en una visión determinista, Rojas Tejada no solo tenía una perspectiva de mujer moderna, sino que tomaba la palabra en representación de las mujeres, rompiendo paradigmas e impulsando nuevas ideas en torno a ellas. Hasta entrado el siglo XX, en los colegios femeninos de Colombia, se educaba sobre los oficios de la casa, por lo que muchas mujeres de clase media de ese país apuntaron a dedicarse a ser maestras, uno de los pocos trabajos que les eran permitidos.
Rojas Tejeda tenía un amplio conocimiento del inglés y el francés y el haber vivido una experiencia en el extranjero la ayudó a forjar sus ideas cosmopolitas en torno a la educación femenina y a la educación en general. Su interés por los avances en pedagogía en el mundo la llevó a leer de libros que la llegaban de Estados Unidos y Europa, ya que no se encontraban en el país, con los que accedió a discursos de la pedagogía europea y americana de su tiempo mediante la introducción y traducción de importantes obras que se inspiraban en el espíritu de la Escuela Nueva o Pedagogía Activa, entre las que se encontraban las de Fröebel, Dewey y Montessori. Tradujo artículos feministas de mujeres estadounidenses y europeas y creó y publicó la revista "femeninas" entre 1916 y 1918 sobre los derechos de la mujer.
En 1905, fue subdirectora de la Escuela Normal de Medellín y dio aparentemente el primer discurso público de una mujer en Colombia en el Teatro Bolívar de Medellín, por aquel entonces conocido como Teatro Principal, en un evento presidido por Carlos E. Restrepo.
En 1910, llega a ser la directora del Colegio de María en Yarumal, gracias al pedagogo y jurista de Pedro Pablo Betancur, quien fuera su fundador en 1906 y el presidente del Liceo Pedagógico de Yarumal en 1911 y posteriormente director de Instrucción Pública Antioqueña de 1912 a 1914. Allí Rojas encaminó sus esfuerzos a promover un movimiento cultural para que las mujeres se convirtieran en protagonistas de la historia como formadoras de los pueblos. También promovía que las mujeres se desenvolvieran como compañeras y no como esclavas de los hombres.
Tras una formación a maestros en el Liceo Pedagógico de Yarumal Rojas Tejada fue la encargada de elaborar un programa para su enseñanza, y abrió sus preocupaciones para comenzar a pensar sobre el tema del arte en la escuela. Redacta una conferencia sobre este proceso que fue leída en la sesión solemne en el liceo Pedagógico de Yarumal celebrado el 20 de julio de 1910 y publicada por la Revista de Instrucción Pública Antioqueña en noviembre de 1911. En este discurso pone de manifiesto la importancia del cultivo de los sentimientos superiores, entre los que se cuentan la cultura del entendimiento, la cultura de la voluntad, y la introducción última, gracias a las pedagogías modernas, de la cultura de la sensibilidad.
En 1914, fundó un Centro Cultural Femenino en Yarumal (Antioquia) rechazado por  la comunidad  se vio obligada a trasladarse a Medellín donde constituyó un colegio femenino con educación integral. En Medellín fue presionada por la Iglesia Católica y tuvo que emigrar de nuevo. De Medellín se trasladó a Manizales, y allí fue acusada de ser una amenaza para la moral de la sociedad y la prensa local pidió a la población que no le dieran ni alojamiento ni trabajo lo que provocó que se trasladará finalmente a Pereira donde fundó una escuela laica y mixta. En 1915 en Pereira empezaría esta nueva etapa de su desarrollo profesional y pondría en práctica sus ideas en cuanto a la enseñanza laica y la mujer.
Tras su traslado a Pereira no se conocen escritos suyos y durante el tiempo transcurrido entre 1927 y 1939 podría haber vivido en Guatemala y Estados Unidos, se tiene noticia de que en 1917 Rojas Tejada abandonó Yarumal para viajar a Estados Unidos y Europa a seguir sus aprendizajes sobre pedagogía, psicología y economía doméstica en varias universidades especializadose en estas ramas pero se tiene poca información de sus 90 años de vida a nivel personal y en las distintas historias de la educación colombiana, es mencionada únicamente por Bohórquez Casallas (1956, 508), en medio de una larga lista que enumera los maestros insignes de Antioquia, y en La historia de la instrucción pública en Antioquia de Julio César García (1962, 93). Dentro de la historia del feminismo en el país, se la encuentra citada con mayor proliferación, gracias a su intensa actividad a favor de la educación de las mujeres.
En 1930 participó en el IV Congreso Internacional Femenino en Bogotá con una conferencia sobre “Educación y Derechos de la mujer”.
Es en 1939 cuando aparece con el nombre “María Rojas Tejada de Tronchi” por lo que parece que se casó. Las huellas de su pensamiento y practica podemos encontrarla en una cantidad modesta pero valiosa de escritos que ayudan a trazar la línea de su pensamiento e intuir la maduración de su pensamiento a lo largo de los años.
Rojas Tejada murió en la ciudad de Cali en 1967.

### Escritos
- Rojas Tejada, María (julio de 1939). Educación doméstica y profesional de la mujer. Letras y encajes, V. 12, N.° 156, pp. 3948-3951.
- Rojas Tejada, María (noviembre de 1991). Conferencia. Instrucción Pública Antioqueña, N.° 40, V.04, Medellín, pp. 913-92